# Правен реализъм
Правен реализъм e семейство от теории за природата на правото, развита през първата половина на 20 век в САЩ (американски правен реализъм) и Скандинавия (скандинавски правен реализъм). Основният принцип и убеждение на правния реализъм е, че правото като цяло е създадено от човешки същества и за това е обект на човешки слабости, грешки и несъвършенства.